# Justizvollzugsanstalt Wolfenbüttel

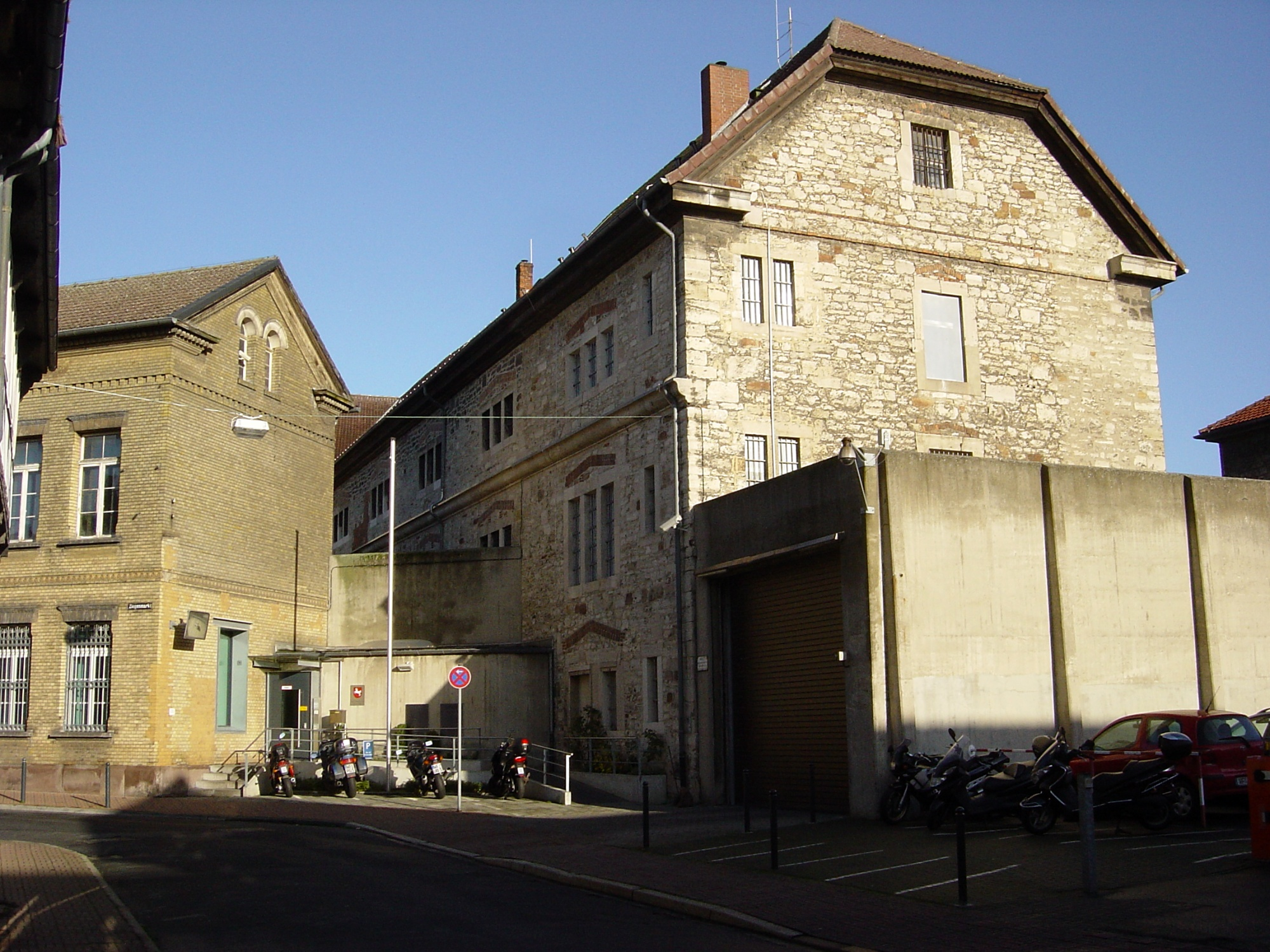
Gebäude der Justizvollzugsanstalt Wolfenbüttel

Die Justizvollzugsanstalt Wolfenbüttel ist eine Justizvollzugsanstalt des Landes Niedersachsen in Wolfenbüttel. Sie geht auf eine 1790 eingerichtete Zwangsanstalt für Züchtlinge zurück. Heute verfügt die JVA über rund 400 Haftplätze. Darüber hinaus gibt es eine Abteilung für Untersuchungshäftlinge in Braunschweig und eine Abteilung für offenen Vollzug in Helmstedt. In der Anstalt befindet sich seit 1990 die Gedenkstätte in der JVA Wolfenbüttel für die Opfer nationalsozialistischer Justiz.

## Geschichte
In der Stadt Wolfenbüttel, dem früheren Sitz des höchsten Braunschweigischen Gerichts, existiert eine von zwei ehemaligen großen Gefangenenanstalten des Landes Braunschweig. Eines der dortigen Bauwerke wurde im Jahr 1506 errichtet. Die Räumlichkeiten wurden als Teile der Festung Wolfenbüttel von Herzog Heinrich und seinem Nachfolger Herzog Julius angelegt und dienten zunächst als Zeughaus und Münzwerkstätte. Nach der Anlage eines neuen Zeughauses wurden die freigewordenen Räume als Lazarett und Militärgefängnis genutzt. Seit 1790 entstand daraus eine Zwangsanstalt für Züchtlinge mit geringen Strafen. Zeitweise diente sie als Zwangsarbeitsanstalt für bettelnde Personen, als Zucht- und Werkhaus und ab 1817 schließlich der Aufnahme sämtlicher Karren- und Kettenhäftlinge des Landes Braunschweig. Im Jahr 1820 wurde das „Alte Haus“ als neues Landesgefängnis errichtet, in dem die Gefangenen in Zellen untergebracht wurden, die mit 10 bis 12 Mann belegt waren. Am 4. August 1864 wurde ein Gesetz über den Vollzug von Freiheitsstrafen in Braunschweig verabschiedet, in dem der Grundsatz der Einzelunterbringung festgeschrieben wurde. Es kam jedoch aufgrund kriegerischer Auseinandersetzungen nicht zur Fertigstellung des geplanten Zellengefängnisses. 1870 löste das Reichsstrafengesetz zwar dieses Gesetz ab, es wurde jedoch ein Gebäude für die Einzelunterbringung der Häftlinge erbaut, das als das „Graue Haus“ (Haus I) bezeichnet wurde. Dieses konnte am 1. November 1873 bezogen werden. In den Jahren 1882 bis 1884 kamen weitere Gebäude hinzu, darunter das „Tor und Verwaltungshaus“, ein zweites Zellengebäude, das „Rote Haus“ (Haus II), ein Wirtschaftsgebäude, ein Lazarett und ein Dampfkessel- und Maschinenhaus. Zwischenzeitlich gab es eine Frauenstation, die jedoch 1927 wieder geschlossen wurde. Während des Bestehens des Freistaates Braunschweig von 1918 bis 1945 war das Strafgefängnis Wolfenbüttel die zentrale Haftanstalt des Landes.

### Zeit des Nationalsozialismus
Anfang September 1937 ordnete das Reichsjustizministerium an, auf dem Gelände des Strafgefängnisses Wolfenbüttel eine Zentrale Hinrichtungsstätte zu errichten. Damit sollte dem für den Fall eines Krieges eingeplanten „vermehrten Hinrichtungsbedarf“ Rechnung getragen werden. Ein bereits vorhandenes Wirtschaftsgebäude wurde zur Hinrichtungsstätte umgebaut und mit einem zweiten Stockwerk sowie einem Uhren- und Glockenturm versehen, um den Vollzug der Todesstrafe sakral zu überhöhen. Die im Jahre 1938 fertiggestellte Hinrichtungsstätte war als Standort der „zentralen Hinrichtungsstätte für den Vollstreckungsbezirk V“ bis 1945 eine von zwei zentralen Tötungsstätten in Norddeutschland; verantwortlicher Scharfrichter war der ehemalige Fuhrunternehmer Friedrich Hehr. Bis März 1945 wurden in Wolfenbüttel mindestens 526 Frauen und Männer nach NS-Urteilen durch die Guillotine hingerichtet.
Während anfangs vor allem kriminelle Straftäter exekutiert wurden, nahm die Zahl der Hinrichtungen während des Zweiten Weltkriegs erheblich zu. Dies war auf die verschärfte Rechtsprechung und neue Tatbestände zurückzuführen. Betroffen waren sogenannte „Volksschädlinge“, „Kriegswirtschaftsverbrecher“ und „gefährliche Gewohnheitsverbrecher“. Zu den Opfern zählten auch deutsche Zivilisten wie Erna Wazinski und Wehrmachtsangehörige. Vermehrt wurden Menschen aus besetzten Gebieten Europas zum Tode verurteilt, wie Zwangsarbeiterinnen und Zwangsarbeiter, Straf- und Kriegsgefangene aus den Niederlanden, Russland und Polen.
Die Haftbedingungen in der Zeit des Nationalsozialismus waren aufgrund von Überfüllung und einem rigorosen Arbeitseinsatz, sowie aufgrund unzureichender Ernährung und hygienischer Verhältnisse, mangelhafter Bekleidung und einer ungenügenden medizinischen Versorgung dramatisch schlecht. Die Haftanstalt Wolfenbüttel war für 940 Gefangene ausgelegt. Während des Zweiten Weltkrieges stieg die Zahl auf über 1500 Gefangene. Der Arbeitseinsatz erfolgte hauptsächlich in kriegswichtigen Betrieben und in der Landwirtschaft, überwiegend in privatwirtschaftlichen Betrieben.

### Nachkriegszeit
Nach dem Ende des Zweiten Weltkriegs wurden in der Haftanstalt bis Juli 1947 weitere 67 Todesurteile durch die britischen Militärregierung gegen Deutsche und Ausländer wegen Kriegsverbrechen oder Verstößen gegen die Anordnungen der alliierten Militärregierung in Wolfenbüttel vollstreckt, darunter das Urteil gegen den Kriegsverbrecher Willi Herold.
In den 1950er und 1960er Jahren wurden in dem Gefängnis Menschen inhaftiert, die wegen Tätigkeiten und Sympathien für die Kommunistische Partei Deutschlands (KPD) und deren Unterorganisationen sowie die Freie Deutsche Jugend (FDJ) verurteilt worden waren. Es soll sich um etwa 100 Personen gehandelt haben.
Im Jahr 1967 wurde mit dem „Haus IV“ ein weiteres Zellenhaus errichtet, 1974 und 1980 kamen zwei neue „Werkgebäude“ hinzu. Das ehemalige Lazarettgebäude wurde abgerissen und dort 1989 das „Haus V“ erbaut, in dem sich neben 100 Inhaftierten auch die Krankenabteilung befindet. Im Jahr 1990 wurde im ehemaligen Hinrichtungsgebäude eine Gedenkstätte eingerichtet. Das „Haus II“ wurde für Sanierungsarbeiten von 1989 bis zum Oktober 1997 geschlossen. Seit 1999 verfügt die Anstalt über eine Sicherheitsstation mit 6 Haftplätzen und im Jahr 2010 kam eine sozialtherapeutische Abteilung mit 20 Haftplätzen hinzu.
Am 1. Januar 2011 wurde die bis dahin selbständige Justizvollzugsanstalt Braunschweig mit dem Bereich Helmstedt im Zuge der Neuordnung des Strafvollzugs in Niedersachsen der Justizvollzugsanstalt Wolfenbüttel als Abteilung unterstellt.

## Gedenkstätte

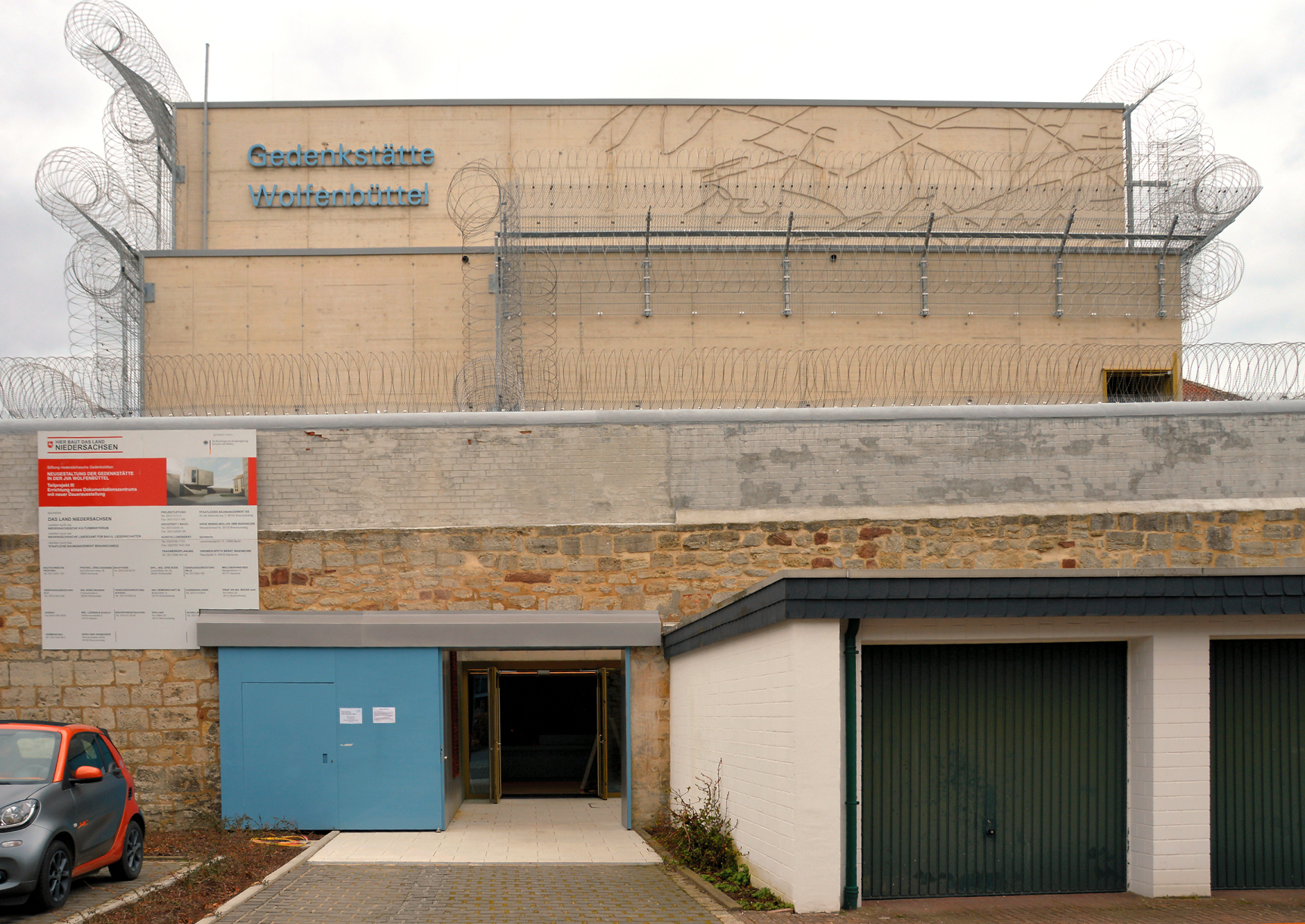
Eingang zum Dokumentationszentrum der Gedenkstätte in der JVA Wolfenbüttel

1990 wurde im Auftrag des Niedersächsischen Justizministeriums eine Gedenkstätte in der JVA Wolfenbüttel eingerichtet und in den Räumen der ehemaligen Richtstätte, einer vormaligen Schlosserei, die Ausstellung „NS-Justiz und Todesstrafe“ eröffnet. 1993 erfolgte eine Übertragung der Trägerschaft an die Niedersächsische Landeszentrale für politische Bildung. Seit 2004 ist die Stiftung niedersächsische Gedenkstätten Trägerin der Gedenkstätte. Von 2014 bis Ende 2019 wurde die Gedenkstätte mit finanzieller Unterstützung des Landes Niedersachsen und des Bundes grundlegend neugestaltet und um ein Dokumentationszentrum erweitert.
Heute (2020) besteht die Gedenkstätte aus zwei unterschiedlichen Bereichen. Zum einen handelt es sich um das in den 1930er Jahren erbaute Gebäude der früheren Richtstätte innerhalb der Justizvollzugsanstalt, das zwischen 2012 und 2014 saniert wurde. Da es im Sicherheitsbereich liegt, kann es nur nach vorheriger Anmeldung betreten werden. Der andere Bereich der Gedenkstätte ist das Dokumentationszentrums. Es befindet sich in einem Erweiterungsbau von 2019 an der Justizvollzugsanstalt und ist frei zugänglich. Darin wird die Dauerausstellung zum Thema „Justiz und Strafvollzug“ gezeigt.